# Grand-duc des Usambara
Bubo vosseleri
Espèce
Statut CITES
Le Grand-duc des Usambara (Bubo vosseleri) est une espèce d'oiseaux de la famille des Strigidae.

## Répartition
Cette espèce est endémique de Tanzanie.

## Conservation
Considéré par BirdLife International comme Bubo poensis vosseleri, une sous-espèce du Grand-duc à aigrettes, le grand-duc des Usumbara est rare et ses populations déclinantes.